# Ejido el Ixtal
Ejido el Ixtal är en ort i Mexiko.   Den ligger i kommunen San Juan Evangelista och delstaten Veracruz, i den sydöstra delen av landet, 500 km öster om huvudstaden Mexico City. Ejido el Ixtal ligger 66 meter över havet och antalet invånare är 281.
Terrängen runt Ejido el Ixtal är platt. Runt Ejido el Ixtal är det glesbefolkat, med 10 invånare per kvadratkilometer. Närmaste större samhälle är El Paraíso, 14,1 km söder om Ejido el Ixtal. Omgivningarna runt Ejido el Ixtal är en mosaik av jordbruksmark och naturlig växtlighet.